# 艾克西里昂一世
艾克西里昂一世（Ecthelion II），是英國作家約翰·羅納德·魯埃爾·托爾金（J.R.R. Tolkien）的史詩式奇幻說《魔戒三部曲》中的虛構人物。
他是剛鐸（Gondor）的宰相和第十七任攝政王（Ruling Steward）。

## 名字
艾克西里昂（Ecthelion）一名來自辛達語，與一位第一紀元貢多林精靈同名，意思是「矛之尖」Spear-point或「噴泉」Fountain。

## 總覽
艾克西里昂是剛鐸的登丹人（Dúnedain）。他屬於胡林家族（House of Húrin），父親是剛鐸宰相及第十六任攝政王歐洛隹斯（Orodreth）。不清楚他有沒有任何兄弟姊妹，而且因為他並無任何後代，也不知道他有沒有結婚。
他是第十七任剛鐸攝政王，兼任剛鐸的宰相（Steward）。在他任內剛鐸繼續處於和平時期，沒有發生任何戰亂。
他生於第三紀元2600年，死於2698年，享年98歲。

## 生平
艾克西里昂生於第三紀元2600年，大概是在米那斯提力斯（Minas Tirith）。2685年，他的父親歐洛隹斯去世，由艾克西里昂繼位。
他整修和重建了由卡力美塔（Calimehtar）國王修建的淨白塔（White Tower），自此這座塔就被稱為艾克西里昂塔（Tower of Ecthelion），重建工程在他去世那年竣工。
第三紀元2698年，艾克西里昂去世，結束13年的統治。由於他沒有後裔，故此由他父親的姊妹莫玟（Morwen）之孫愛加摩斯（Egalmoth）繼位。

## 資料來源
1. 1 2 3 4  《中土世界的歷史》 Vol.12《中土世界的民族》 "The Heirs of Elendil"
2. ↑  .   [2011-11-15]. （原始内容存档于2021-02-14）.
3. 1 2 3  《魔戒三部曲》 2001年 聯經初版翻譯 附錄一帝王本紀及年表
4. ↑  《魔戒三部曲》 2001年 聯經初版翻譯 附錄二編年史

| 前任： 歐洛隹斯 | 剛鐸宰相及攝政王 | 繼任： 愛加摩斯 |